# Petr Šmolka
Petr Šmolka (* 16. dubna 1946 Praha) je český psycholog a manželský poradce.

## Život
Jeho dědeček Karel Schmolka (1869–?) byl bratrem Leopolda Schmolky, manžela Marie Schmolkové.
Ačkoliv chtěl původně studovat matematiku a fyziku, na gymnáziu ho natolik zaujala přednáška psychologa z Výzkumného ústavu psychiatrického, že se rozhodl pro studium psychologie. Po ukončení studia v roce 1969 působil nejprve jako odborný asistent na katedře psychologie Filosofické fakulty Univerzity Karlovy v Praze a posléze od roku 1978 jako poradce v pražské manželské poradně, tehdy jediné v českých zemích. Od roku 2007 je vedoucím této poradny.